# Copa Intertoto 1985
La Copa Intertoto 1985 fue la 25.ª edición de este torneo de fútbol a nivel de clubes de Europa. Participaron 44 equipos de países miembros de la UEFA, 4 más que en la edición anterior.
No hubo un campeón definido, ya que los equipos ganadores de cada grupo ganaron la copa, pero el Górnik Zabrze de Polonia es considerado como el campeón por haber sido el club que mostró el mejor rendimiento durante el torneo.

## Fase de grupos
Los 44 equipos fueron distribuidos en 11 grupos de 4 equipos cada uno, en donde el vencedor de cada grupo se llevó la copa y el premio monetario del torneo.

### Grupo 1
| Club            | G | E | P | GF | GC | Pts. |
| --------------- | - | - | - | -- | -- | ---- |
| Werder Bremen   | 4 | 1 | 1 | 19 | 9  | 9    |
| Malmö           | 3 | 0 | 3 | 13 | 5  | 6    |
| Carl Zeiss Jena | 2 | 2 | 2 | 6  | 8  | 6    |
| Royal Antwerp   | 1 | 1 | 4 | 3  | 19 | 3    |

|     | WER | MAL | CZJ | ANT |
| --- | --- | --- | --- | --- |
| WER |     | 2-1 | 3-0 | 5-1 |
| MAL | 5-1 |     | 2-0 | 5-0 |
| CZJ | 2-2 | 1-0 |     | 2-0 |
| ANT | 0-6 | 1-0 | 1-1 |     |

### Grupo 2
| Club               | G | E | P | GF | GC | Pts. |
| ------------------ | - | - | - | -- | -- | ---- |
| Rot-Weiss Erfurt   | 3 | 2 | 1 | 16 | 5  | 8    |
| Fortuna Düsseldorf | 3 | 1 | 2 | 11 | 14 | 7    |
| Liège              | 1 | 3 | 2 | 8  | 10 | 5    |
| Twente             | 1 | 2 | 3 | 4  | 10 | 4    |

|     | RWE | FOR | LIE | TWE |
| --- | --- | --- | --- | --- |
| RWE |     | 6-1 | 1-1 | 4-0 |
| FOR | 0-3 |     | 4-2 | 4-2 |
| LIE | 2-2 | 1-2 |     | 1-0 |
| TWE | 1-0 | 0-0 | 1-1 |     |

### Grupo 3
| Club         | G | E | P | GF | GC | Pts. |
| ------------ | - | - | - | -- | -- | ---- |
| IFK Göteborg | 3 | 1 | 2 | 9  | 5  | 7    |
| Lech Poznań  | 3 | 0 | 3 | 15 | 14 | 6    |
| Admira       | 3 | 0 | 3 | 13 | 13 | 6    |
| Brøndby      | 2 | 1 | 3 | 6  | 11 | 5    |

|     | GOT | LEC | AWM | BRO |
| --- | --- | --- | --- | --- |
| GOT |     | 0-2 | 2-0 | 2-0 |
| LEC | 1-4 |     | 4-2 | 5-1 |
| AWM | 2-1 | 5-3 |     | 3-0 |
| BRO | 0-0 | 2-0 | 3-1 |     |

### Grupo 4
| Club             | G | E | P | GF | GC | Pts. |
| ---------------- | - | - | - | -- | -- | ---- |
| AIK              | 3 | 1 | 2 | 12 | 5  | 7    |
| Videoton         | 3 | 1 | 2 | 8  | 11 | 7    |
| Bohemians Prague | 2 | 1 | 3 | 12 | 10 | 5    |
| St. Gallen       | 2 | 1 | 3 | 9  | 15 | 5    |

|     | AIK | VID | BOH | STG |
| --- | --- | --- | --- | --- |
| AIK |     | 3-0 | 2-1 | 0-1 |
| VID | 1-0 |     | 1-0 | 1-1 |
| BOH | 1-1 | 5-2 |     | 4-2 |
| STG | 1-6 | 2-3 | 2-1 |     |

### Grupo 5
| Club                   | G | E | P | GF | GC | Pts. |
| ---------------------- | - | - | - | -- | -- | ---- |
| Wismut Aue             | 3 | 1 | 2 | 9  | 8  | 7    |
| Slavia Praga           | 3 | 0 | 3 | 17 | 13 | 6    |
| Eintracht Braunschweig | 3 | 0 | 3 | 15 | 14 | 6    |
| Viking                 | 2 | 1 | 3 | 10 | 16 | 5    |

|     | WIS | SLA | BRA | VIK |
| --- | --- | --- | --- | --- |
| WIS |     | 4-2 | 3-2 | 0-0 |
| SLA | 2-0 |     | 4-0 | 5-1 |
| BRA | 2-1 | 4-1 |     | 6-3 |
| VIK | 0-1 | 4-3 | 2-1 |     |

### Grupo 6
| Club          | G | E | P | GF | GC | Pts. |
| ------------- | - | - | - | -- | -- | ---- |
| Sparta Praga  | 3 | 2 | 1 | 15 | 8  | 8    |
| Lyngby        | 4 | 0 | 2 | 12 | 12 | 8    |
| Lechia Gdańsk | 2 | 1 | 3 | 6  | 9  | 5    |
| Zürich        | 1 | 1 | 4 | 5  | 9  | 3    |

|     | SPA | LYN | LEC | ZUR |
| --- | --- | --- | --- | --- |
| SPA |     | 6-2 | 0-0 | 1-1 |
| LYN | 1-4 |     | 4-1 | 1-0 |
| LEC | 3-2 | 0-1 |     | 1-0 |
| ZUR | 1-2 | 1-3 | 2-1 |     |

### Grupo 7
| Club          | G | E | P | GF | GC | Pts. |
| ------------- | - | - | - | -- | -- | ---- |
| Górnik Zabrze | 5 | 1 | 0 | 14 | 5  | 11   |
| Zalaegerszegi | 2 | 2 | 2 | 11 | 10 | 6    |
| Young Boys    | 2 | 0 | 4 | 12 | 17 | 4    |
| AGF           | 1 | 1 | 4 | 12 | 17 | 3    |

|     | GOR | ZAL | YOU | AAR |
| --- | --- | --- | --- | --- |
| GOR |     | 1-1 | 3-0 | 2-1 |
| ZAL | 0-1 |     | 4-0 | 1-0 |
| YOU | 1-4 | 4-1 |     | 0-1 |
| AAR | 2-3 | 4-4 | 4-7 |     |

### Grupo 8
| Club              | G | E | P | GF | GC | Pts. |
| ----------------- | - | - | - | -- | -- | ---- |
| Maccabi Haifa     | 4 | 1 | 1 | 13 | 12 | 9    |
| Arminia Bielefeld | 2 | 2 | 2 | 11 | 7  | 6    |
| Sturm Graz        | 2 | 2 | 2 | 8  | 6  | 6    |
| Beitar Jerusalem  | 1 | 1 | 4 | 5  | 12 | 3    |

|     | HAI | ARM | STU | BEI |
| --- | --- | --- | --- | --- |
| HAI |     | 2-1 | 1-1 | 3-0 |
| ARM | 8-2 |     | 0-2 | 1-0 |
| STU | 1-2 | 0-0 |     | 4-1 |
| BEI | 1-3 | 1-1 | 2-0 |     |

### Grupo 9
| Club            | G | E | P | GF | GC | Pts. |
| --------------- | - | - | - | -- | -- | ---- |
| Baník Ostrava   | 3 | 2 | 1 | 11 | 4  | 8    |
| Vejle           | 3 | 2 | 1 | 9  | 8  | 8    |
| Lokomotiv Sofia | 1 | 2 | 3 | 9  | 13 | 4    |
| LASK Linz       | 0 | 4 | 2 | 6  | 10 | 4    |

|     | BAN | VEJ | LOK | LIN |
| --- | --- | --- | --- | --- |
| BAN |     | 4-1 | 4-1 | 0-0 |
| VEJ | 1-0 |     | 1-1 | 1-0 |
| LOK | 0-2 | 1-3 |     | 4-1 |
| LIN | 1-1 | 2-2 | 2-2 |     |

### Grupo 10
| Club          | G | E | P | GF | GC | Pts. |
| ------------- | - | - | - | -- | -- | ---- |
| Újpest        | 4 | 1 | 1 | 11 | 5  | 9    |
| Vålerenga     | 4 | 0 | 2 | 11 | 11 | 8    |
| Hammarby      | 2 | 1 | 3 | 14 | 12 | 5    |
| SC Eisenstadt | 1 | 0 | 5 | 6  | 14 | 2    |

|     | ÚJP | VAL | HAM | EIS |
| --- | --- | --- | --- | --- |
| ÚJP |     | 3-0 | 2-1 | 3-0 |
| VAL | 2-0 |     | 4-2 | 3-1 |
| HAM | 2-2 | 4-0 |     | 4-0 |
| EIS | 0-1 | 1-2 | 4-1 |     |

### Grupo 11
| Club                | G | E | P | GF | GC | Pts. |
| ------------------- | - | - | - | -- | -- | ---- |
| MTK                 | 4 | 2 | 0 | 17 | 7  | 10   |
| Chernomorets Burgas | 2 | 1 | 3 | 11 | 12 | 5    |
| Start               | 2 | 1 | 3 | 8  | 12 | 5    |
| Aarau               | 1 | 2 | 3 | 10 | 15 | 4    |

|     | MTK | CHE | STA | AAR |
| --- | --- | --- | --- | --- |
| MTK |     | 5-1 | 3-0 | 3-1 |
| CHE | 1-2 |     | 2-0 | 4-1 |
| STA | 3-3 | 1-0 |     | 2-0 |
| AAR | 1-1 | 3-3 | 4:2 |     |